# Platacanthoides morosus
Platacanthoides morosus är en insektsart som först beskrevs av Walker, F. 1870.  Platacanthoides morosus ingår i släktet Platacanthoides och familjen gräshoppor. Inga underarter finns listade i Catalogue of Life.